# Chilothorax mongolaltaicus
Chilothorax mongolaltaicus är en skalbaggsart som beskrevs av Nikolajev 1984. Chilothorax mongolaltaicus ingår i släktet Chilothorax och familjen Aphodiidae. Inga underarter finns listade i Catalogue of Life.